# Surf's Up (jogo eletrônico)
Surf's Up é um jogo eletrônico baseado no filme de animação da Sony Pictures Animation de mesmo nome. o jogo segue a história básica de Cody Maverick no filme. O jogo foi desenvolvido pela Ubisoft Montreal para Windows, Mac OS X, PlayStation 3, Xbox 360, GameCube, PlayStation 2 e Wii, três versões individualmente distintas.
O jogo apresenta Shia LaBeouf, Jeff Bridges, Zooey Deschanel, Mario Cantone, Diedrich Bader e Sal Masekela reprisando seus papéis do filme.

## Jogabilidade
Surf's Up é um jogo de estilo surfe (usando mecânicas frequentemente vistas na maioria dos videogames de skate) ambientado no anual "Reggie Belafonte Big Z Memorial Surf Off", como visto no filme. Os jogadores escolhem um dos 10 personagens do filme para jogar (incluindo Elliot de Open Season) e vivenciam vários pontos na Ilha Pen Gu, de North Beach a Boneyards, bem como a casa de Cody em Shiverpool, conforme progridem na competição.
O jogador recebe um conjunto de objetivos a serem cumpridos em cada partida, incluindo encontrar e coletar um número definido de troféus espalhados pelo nível, ganhar pontos suficientes realizando manobras enquanto surfa e manobrar através de grandes portões. Cada percurso tem uma grande onda no lado esquerdo ou direito da tela que segue o jogador por toda parte, permitindo que o surfista suba e execute uma manobra, bem como ganhe velocidade para certos obstáculos e rampas.

## Recepção
O jogo foi recebido com uma recepção de média a ruim. GameRankings e Metacritic deram a ele uma pontuação de 66,82% e 64 de 100 para a versão Wii; 62,42% e 61 de 100 para a versão Xbox 360; 62% e 62 de 100 para a versão GameCube; 60,75% e 62 de 100 para a versão para PC; 58,37% e 59 de 100 para a versão PlayStation 3; 58,25% e 60 de 100 para a versão PlayStation 2; 55% e 56 de 100 para a versão DS; 55% e 55 de 100 para a versão PSP; e 45% e 45 de 100 para a versão Game Boy Advance.